# Église Saint-Denys-Sainte-Foy de Coulommiers
L'église Saint-Denys-Sainte-Foy (parfois orthographié Saint-Denis-Sainte-Foy) est le principal lieu de culte catholique actuel de la ville de Coulommiers, dans le département de Seine-et-Marne et le diocèse de Meaux. 

## Histoire
Un legs permet à la municipalité de faire bâtir une nouvelle église placée sous la double invocation de Saint-Denis et Sainte-Foy (les derniers vestiges de l'église prieurale Sainte-Foy ayant été détruits quelques années auparavant). 
Sa construction est confiée à Émile Brunet, architecte en chef des Monuments historiques qui mène les travaux entre 1905 et 1911. Le monument est réalisé en briques et béton armé, caractéristiques des édifices construits par l'architecte, notamment l'église Saint-Léon de Paris. Les chapiteaux sont sculptés par Pierre Seguin. 
L'inauguration de ce nouveau sanctuaire intervient en 1911. La même année, l'ancienne église Saint-Denys est déclarée insalubre et désaffectée, puis détruite en 1968,